# Jeremy Bascom
Jeremy Bascom (ur. 15 października 1983 w Linden) – gujański lekkoatleta, sprinter. Na letnich igrzyskach olimpijskich w 2012 r. startował w biegu na 100 m mężczyzn, gdzie wyrównał rekord Gujany na tym dystansie.
Mieszka w Stanach Zjednoczonych od 1997 roku, gdzie uczęszczał na Uniwersytet Long Island. Reprezentował także Gujanę na Igrzyskach Wspólnoty Narodów 2010 w Nowym Delhi w Indiach oraz na Igrzyskach Wspólnoty Narodów 2014 w Glasgow w Wielkiej Brytanii.

## Osobiste osiągnięcia
- 100 m: 10,19 s (wiatr: +0,0   m / s) - Omaha, Nebraska, 6 lipca 2012 r
- 200 m: 21,74 s (wiatr: +1,0   m / s) - Emmitsburg, Maryland, 7 maja 2005 r

## Osiągnięcia
| Państwo: Gujana | Państwo: Gujana                           | Państwo: Gujana               | Państwo: Gujana | Państwo: Gujana       | Państwo: Gujana |
| --------------- | ----------------------------------------- | ----------------------------- | --------------- | --------------------- | --------------- |
| 2007            | Mistrzostwa Ameryki Południowej 2007      | São Paulo, Brazylia           | 10              | 100 m                 | 10.85           |
| 2007            | Mistrzostwa Ameryki Południowej 2007      | São Paulo, Brazylia           | 11              | 200 m                 | 21.92           |
| 2008            | Mistrzostwa Ameryki Środkowej i Karaibów  | Cali, Kolumbia                | 13              | 100 m                 | 10.47           |
| 2008            | Mistrzostwa Ameryki Środkowej i Karaibów  | Cali, Kolumbia                | 29              | 200 m                 | 22.13           |
| 2010            | Igrzyska Wspólnoty Narodów                | Delhi, Indie                  | 8               | 100 m                 | 10.63           |
| 2012            | Halowe Mistrzostwa Świata w Lekkoatletyce | Stambuł, Turcja               | 15              | 60 m                  | 6.77            |
| 2012            | Igrzyska Olimpijskie                      | Londyn, Wielka Brytania       | 6               | 100 m                 | 10.31           |
| 2013            | Igrzyska Południowoamerykańskie           | Cartagena de Indias, Kolumbia | 5               | 100 m                 | 10.43           |
| 2014            | Igrzyska Wspólnoty Narodów                | Glasgow, Wielka Brytania      | 5               | 100 m                 | 10.58           |
| 2014            | Igrzyska Wspólnoty Narodów                | Glasgow, Wielka Brytania      | –               | Sztafeta 4x100 metrów | Dyskwalifikacja |
| 2014            | Mistrzostwa Ameryki Środkowej i Karaibów  | Xalapa, Meksyk                | 8               | 100 m                 | 10.92           |
| 2014            | Mistrzostwa Ameryki Środkowej i Karaibów  | Xalapa, Meksyk                | 5               | Sztafeta 4x100 metrów | 39.74           |